# Fasch (Einheit)
Der Fasch war ein Stückmaß für Sohlleder, von Mhd. die vasch, Binde, von französisch fasce, italienisch fascia, aus lateinisch fascia ‚Binde, Bandage, Verband‘.
- 1 Fasch = 1 Stück Sohlleder (1 Elle lang, 2 Ellen breit)